# Вечни сјај беспрекорног ума
Вечни сјај беспрекорног ума (енгл. Eternal Sunshine of the Spotless Mind) је амерички љубавни научнофантастични филм из 2004. године, који је режирао Мајкл Гондри. Сценарио за филм дело је Чарлија Кауфмана који је био награђен Оскаром за најбољи оригинални сценарио.

## Радња
Емотивно повучени Џоел Бериш (Џим Кери) и помало импулсивна Клементина Кручински (Кејт Винслет) се упознају у једном возу у Њујорку и убрзо схватају да међу њима постоји хемија упркос томе што су њихове личности веома различите.
Након једне свађе Клементина одлучује да се подвргне процесу селективне амнезије који ће из њеног памћења у потпуности обрисати Џоела. Схвативши шта је она урадила, Џоел одлучује да је најбоље да и он уради исто. Међутим, током брисања меморије Џоел у свом уму (у којем се и одвија највећи део филма) поново проживљава неке тренутке које су њих двоје заједно провели схватајући колико заиста воли Клементину. Он на све начине покушава да сачува бар једно сећање на њу.
У позадини Џоелове и Клементинине љубави одвија се још једна љубавна прича између људи који обављају процес брисања меморије Џоелу међу којима су Патрик (Елајџа Вуд), Мери (Кирстен Данст), Стен (Марк Рафало) и доктор Хауард Мерзвијак (Том Вилкинсон).

## Улоге
| Глумац        | Улога                |
| ------------- | -------------------- |
| Џим Кери      | Џоел Бериш           |
| Кејт Винслет  | Клементина Кручински |
| Кирстен Данст | Мери Свево           |
| Марк Рафало   | Стен Финк            |
| Елајџа Вуд    | Патрик Верц          |
| Том Вилкинсон | др Хауард Мерзвијак  |

## Пријем
Филм је одлично прошао и код критичара и код публике.
Чарли Кауфман је добио Оскара на додели награда 2004. за оригинални сценарио. Џим Кери и Кејт Винслет су били номиновани за Златни глобус за главне улоге у филму, док је Кејт Винслет добила и номинацију за Оскара за најбољу глумицу 2004. Филм је добио и бројне награде на филмским фестивалима као и награде критичара.
Сајт Rotten Tomatoes доделио је филму оцену 93/100, часопис Емпајер га је сместио на 83. место на листи 201-ог најбољег филма у историји а Њујорк тајмаут на 3. место најбољих филмова декаде. Такође сматра се да су Вечни сјај беспрекорног ума, Биће крви и Господар прстенова: Повратак краља филмови које је критика оценила највишим оценама у првој декади 21. века.